# バレス裁判
バレス裁判（バレスさいばん、フランス語: Procès Barrès）は、ダダイストたちによるモーリス・バレスの架空の刑事裁判、つまり即興劇である。
これは、『Mise en accusation et jugement de M. Maurice Barrès par Dada（訳：ダダによるモーリス・バレス氏の告発と審判）』と題されたアジトプロップ劇場のパフォーマンスアートにつけられた名前である。
裁判は1921年5月13日（金曜日）、パリのダントン通り8番地にあるサヴァンテ・ソサエティーで行われたとされている。

## 登場人物とその代役者たち
- アンドレ・ブルトン：裁判長
- ジョルジュ・リブモン＝デセーニュ（フランス語版）：一般人で、原告
- マネキン人形：被告人
- ルイ・アラゴンとフィリップ・スーポー：2人の弁護人
- バンジャマン・ペレ：ポイユ（フランス語版）の格好をしたドイツ語を話す無名の兵士で、被告人の主要な証人
- 見物人：他の証人
- 他の12人の見物人：陪審員

## 判決
モーリス・バレスは12人の陪審員によって、「精神の安全に対する罪」で20年間重労働をするの判決を受けた。
この出来事は、『リテラチュール』誌の編集者とトリスタン・ツァラおよびその友人たちとの間に大きな意見の相違をもたらした。